# 普蘭肯峰
46°42′37″N 11°28′23″E / 46.710148°N 11.47316°E

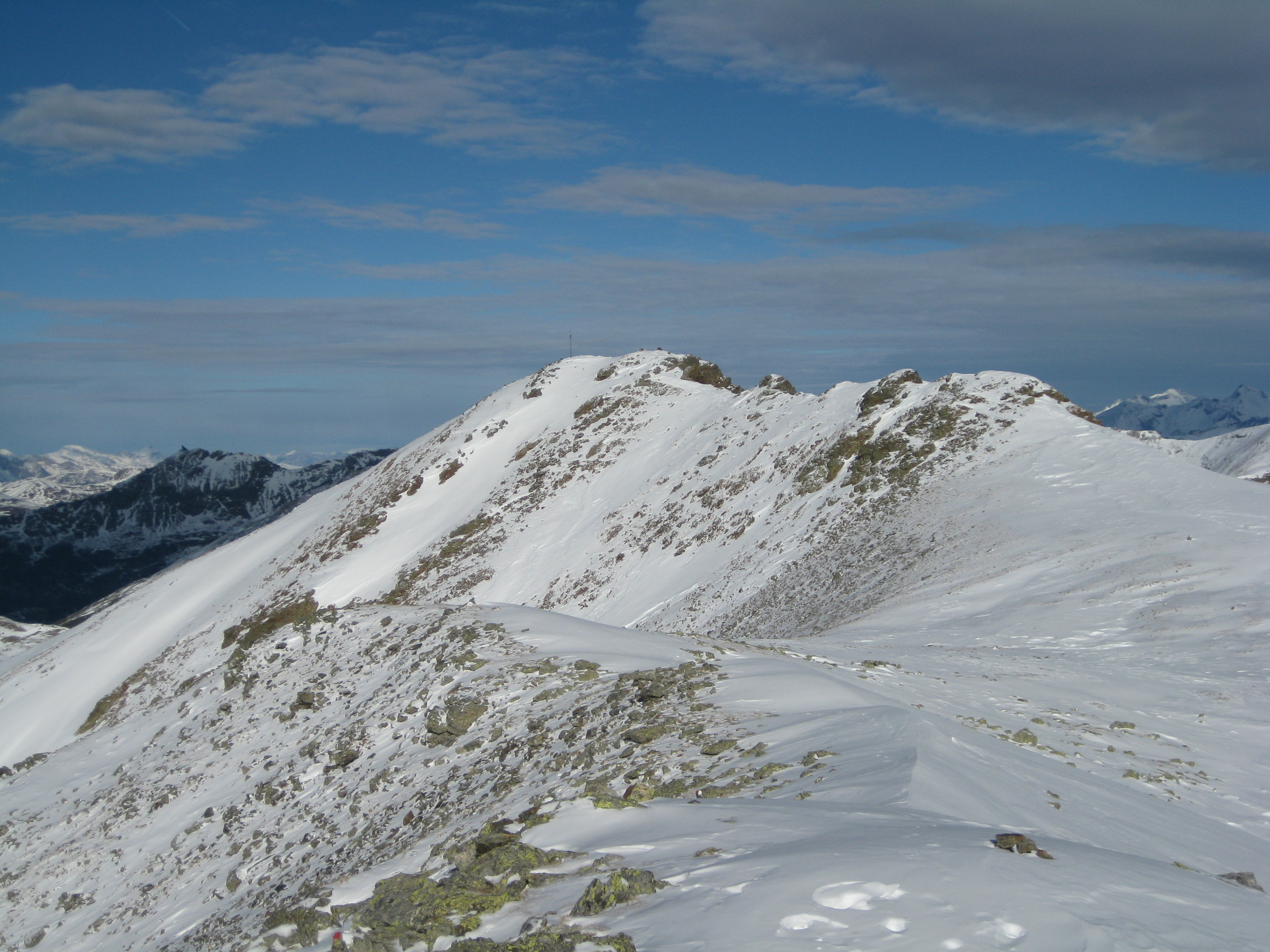

普蘭肯峰（德語：Plankenhorn），是意大利的山峰，位於該國東北部，由博爾扎諾-南蒂羅爾自治省負責管轄，屬於萨恩塔尔山脉的一部分，距離施羅特峰3.9公里，海拔高度2,589米。